# Phyllophaga densata
Phyllophaga densata är en skalbaggsart som beskrevs av Moser 1918. Phyllophaga densata ingår i släktet Phyllophaga och familjen Melolonthidae. Inga underarter finns listade i Catalogue of Life.